# Canfield Mesa
Die Canfield Mesa ist ein 1,3 km langer Tafelberg im ostantarktischen Viktorialand. Er ragt 1,5 km ostnordöstlich der Green Mesa im westlichen Teil der Insel Range auf.
Das Advisory Committee on Antarctic Names benannte ihn 1997 nach dem US-amerikanischen Geowissenschaftler Donald Eugene Canfield (* 1957), der in drei Kampagnen zwischen 1980 und 1988 geochemische Analysen des Onyx River und des Lake Vanda durchführte.